# 松巴·益西班觉
松巴·益西班觉（藏語：སུམ་པ་ཡེ་ཤེས་དཔལ་འབྱོར་，威利转写：sum pa ye shes dpal 'byor，1704年—1788年），第三世松巴活佛，佑宁寺高僧，土族（一说藏族或卫拉特蒙古族），蒙古音译伊希巴拉珠尔（羅馬化：Sümbe khambo Ishbaljir），青海湟中人（一说互助、贵德、祁连托勒等地）。

## 生平
益西班觉三岁时由第一世嘉木样认定为第二世松巴活佛的转世灵童，六岁时在塔秀寺出家，1712年进入佑宁寺坐床。1723年前往西藏哲蚌寺郭莽扎仓学习，1925年在后藏时由第五世班禅额尔德尼受比丘戒。次年被任命为果芒经院堪布。1731年回乡，1737年陪同第三世章嘉国师进京朝觐乾隆皇帝，其后章嘉国师授其“额尔德尼班智达”尊号。1739年回到佑宁寺，1742年再度赴京，次年返回。1746年后，先后担任佑宁寺第三十二任、三十五任、四十二任法台。1788年圆寂。

## 学术著作
松巴·益西班觉在佛学、天文历法和药学等领域均有专著，一生著述约九函，六十七卷册，其中较出名的有《印、汉、藏、蒙佛教如意宝树史》、《青海史·奇妙梵曲》、《世界广论》、《益西班觉自传》、《甘丹新历》、《法行一宝》、《法行集要》、《医学四续难题》、《药物识别略述》、《药物异名》、《佛像、佛经、佛塔尺度经注疏·美丽花》等。